# Sheffield Manor
Sheffield Manor, ook wel Sheffield Manor Lodge, was een landhuis in het zuidoosten van de stad Sheffield, in de Tudor-periode gebouwd door George Talbot, zesde earl van Shrewsbury. Het bevond zich op een heuvel waar zich sedert de Angelsaksische periode een hertenpark had bevonden; deze heuvel werd, naar het landhuis, Manor genoemd. Van de gebouwen op het domein is er nog één intact, het zogenaamde turret house; de rest bestaat uit ruïnes. In de 16de eeuw waren Sheffield Manor en het verdwenen Sheffield Castle de belangrijkste gebouwen van Sheffield.
Sheffield Manor is bekend omdat Maria I van Schotland veertien jaar lang in Sheffield gevangen werd gehouden, waaronder meerdere jaren in dit gebouw, dat een beschermd monument is en door de plaatselijke trust Green Estate wordt beheerd.

## Overzicht
Het oorspronkelijke hertenpark lag op de grens tussen Yorkshire en Derbyshire en was als jachtterrein bedoeld. Vanaf circa 1400 tot de 17de eeuw was dit park het persoonlijke domein van de heren van Manor Lodge en stond het bekend als Sheffield Park. Na het verval van Sheffield Manor werd het park in kleinere landbouwterreinen opgesplitst. Hedendaagse restanten hiervan zijn Manor Field Park, ten oosten van het landhuis, en Norfolk Heritage Park, dat ten zuidwesten ligt. Tussen Sheffield Manor en Manor Fields Park ligt het grootste kerkhof van de stad, City Road Cemetery.
Het terrein bevindt zich aan Manor Lane, een zijstraat van de drukke verkeersader City Road. Sedert 2009 staat een bezoekerscentrum aan de ingang van het terrein, gebouwd met de hulp van de Britse loterij. Op het domein vindt men een botanische tuin waarvan de gewassen zijn aangeplant met aangetroffen zaden uit de 17de eeuw als richtsnoer. De lange galerij en de zuidelijke gebouwen werden in de 21ste eeuw uitgegraven, de overige ruïnes in de jaren 1960. Het bewaard gebleven turret house telt drie verdiepingen; op de tweede verdieping bevinden zich authentieke friezen aan het plafond. Dit gebouw wordt ook voor huwelijksceremonies verhuurd. Onder het domein bevinden zich uitgeputte steenkoolmijnen en eromheen staan nog vier pubs die door de mijnwerkers bezocht werden.

## Geschiedenis

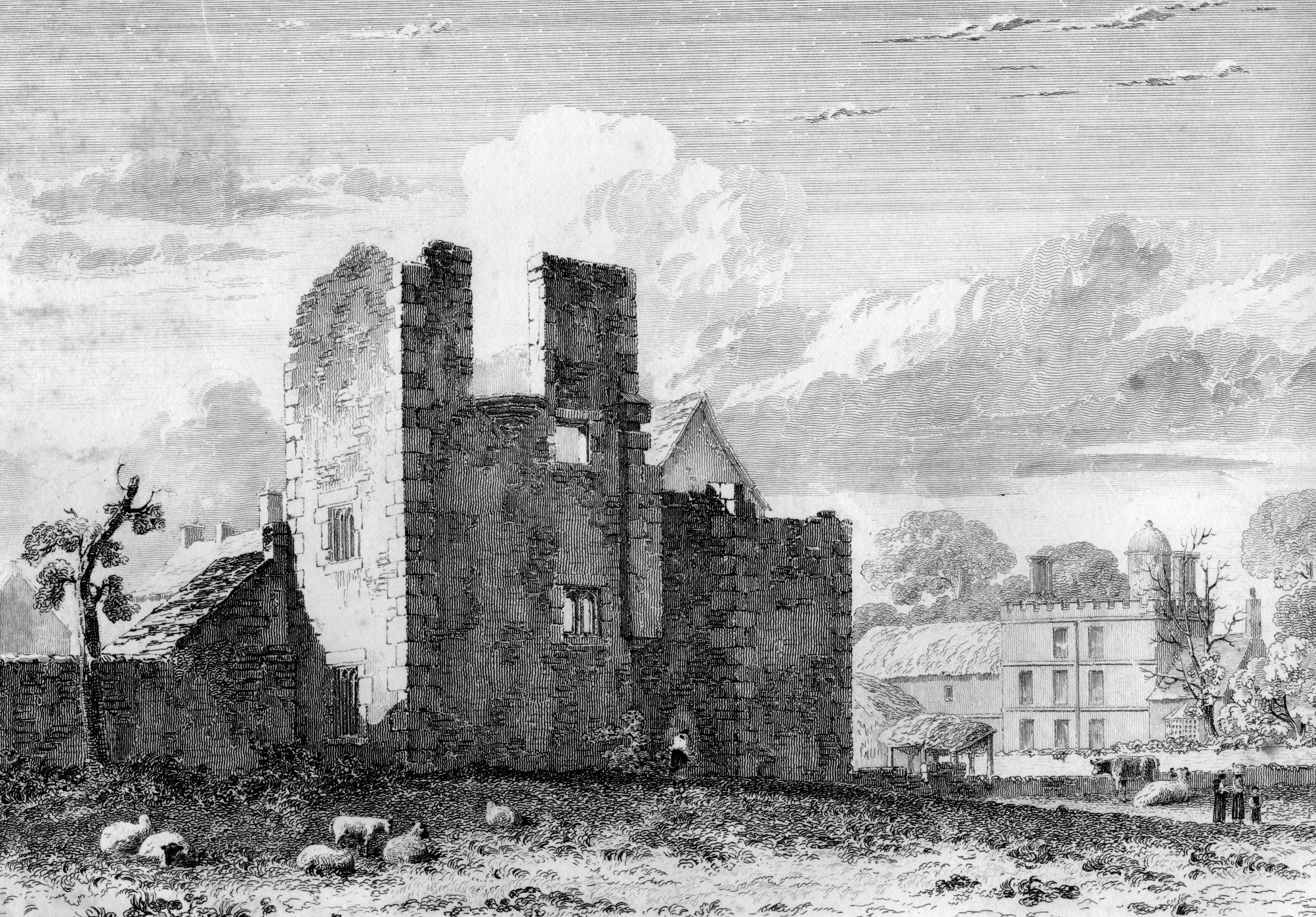
Ruïnes van Sheffield Manor anno 1819

George Talbot en zijn machtige echtgenote, Bess of Hardwick, de hertogin van Shrewsbury, waren gunstelingen van Elizabeth I. Het echtpaar Talbot bezat onder andere ook Sheffield Castle en de terreinen waarop Bolsover Castle zou verrijzen. Ze kweekten tevens een eigen hondenras, de inmiddels uitgestorven talbot, die gespecialiseerd was in het jagen op herten en in het wapen van de familie werd opgenomen. In het turret house bevinden zich nog afbeeldingen van deze talbot-honden.
Talbot bouwde de Manor van een eenvoudig jachtverblijf tot een volwaardige mansion uit, en toen de Schotse koningin Maria door haar achternicht Elizabeth gearresteerd werd, werd hij als haar bewaker aangewezen. Mary, Queen of Scots was een veeleisende gevangene; ze verbleef enige tijd in het kasteel en in de Manor, en bracht uiteindelijk veertien jaar in Sheffield door, maar veroorloofde zich naar Elizabeths mening te veel vrijheden, waardoor Talbot geleidelijk aan bij Koningin Elizabeth uit de gunst kwam.
Na Maria’s terechtstelling liet Talbot het landgoed over aan de hertog van Norfolk. In de vroege 17de eeuw begonnen de gebouwen echter in verval te geraken, en de hertog, die ontdekt had dat zich steenkool in de bodem bevond, gebruikte de bouwsels om er mijnwerkers in onder te brengen. Het turret house bleef tot de 18de eeuw bewoond door de parkopzichter, maar de bodemontginning leidde tot een fragmentering van het domein, waaromheen zich een gemeenschap van mijnwerkers en kleinschalige handelaren begon te ontwikkelen.
In de 17de eeuw ontwikkelde zich hier een nijverheid voor potten en bekers uit mangaan, die als Manorware bekendstonden. Van deze bruine keukenutensiliën werden tijdens opgravingswerkzaamheden diverse exemplaren aan de oppervlakte gebracht. Het hoofdgebouw werd in de 18de eeuw uitgebreid met arbeiderswoningen, die echter in de Victoriaanse periode weer verwijderd werden.
In de vroege 20ste eeuw werd de site door de hertog van Norfolk voor intensieve mijnontginning geëxploiteerd, zodat alle bewoners verdreven werden. Na een twintigtal jaar was de mijn echter reeds uitgeput, en in 1953 verleende de toenmalige hertog een leaseovereenkomst aan de stad Sheffield, met een geldigheidsduur van 999 jaar.
Sinds 2009 is Sheffield Manor gratis toegankelijk voor het publiek en er werden dagelijks rondleidingen door vrijwilligers gegeven. Er werd tevens een cafetaria gebouwd en in een oude boerderij vinden demonstraties van oude ambachten plaats. De openingstijden van het terrein zijn thans beperkt tot één weekend per maand.